# Johann Köler
Johann Köler (født 8. marts 1826, død 22. april 1899) var en estisk maler og ledende figur i Estlands nationale opvågning. Han betragtes som den første professionelle maler for den nye nation. Han udmærkede sig primært ved sine portrætter og i mindre grad af sine landskabsmalerier. Nogle af hans mest bemærkelsesværdige billeder skildrer det estiske landdistrikts liv i anden halvdel af det 19. århundrede.

## Liv og levned
Johann Köler blev født som det syvende barn i en bondefamilie i Lubjassaare gård i Wast (dagens Ivaski) i Viljandimaa. Trods forældrenes fattigdom klarede Köler at deltage i elementær- og distriktskolerne i Fellin (nutidens Viljandi) i det daværende Livland. Derefter deltog han i et maleriværksted i nu. I 1846 rejste Köler til Sankt Petersborg for at arbejde som tegneforfatter, hvor hans talent snart blev opdaget. Fra 1848 til 1855 studerede Johan Köler tegning og maleri på Det russiske kunstakademi i Sankt Petersborg.
I 1857 rejste Köler til Paris via Berlin, og senere vendte han tilbage til Tyskland, rejste derefter til Holland og Belgien. I 1858 rejste han over Alperne til Milano, Genève, Firenze og Rom. Der studerede han ved et privat akademi og brugte sin tid på akvarelteknik. I Rom i 1859 offentliggjorde han sin værk "Kristus på korset".
Efter at have modtaget en invitation fra kunstakademiet i Sankt Petersborg vendte Köler tilbage til byen i 1861. Fra 1862 til 1874 var han lærer for storhertuginden Maria Aleksandrovna, datter af zar Aleksandr 2. I 1869-1870 arbejdede han som foredragsholder ved Akademiet. Fra 1886 til 1889 arbejdede Köler i Wien, Nice og Paris.

### Virke for esternes nationale sag
Johann Köler tilhørte sammen med Estlands uadelige de såkaldte Sankt Petersborg-patrioter, Philipp Karell, Friedrich Nikolai Russow og Johann Rudolph Berendhoff, der først begyndte at rejse spørgsmålet om behovet for at anlægge en estisk fortolkning af Estlands historie, hvad det ville være forskelligt fra tolkningen i anden halvdel af 1800-tallet, hvor de balttyske historikers fortolkninger tog udgangspunkt i af Estland og Livlands erobring i det 13. århundrede. Köleri rejste spørgsmålet i et brev til Jakob Hurt, hvilket var grundlaget for Carl Robert Jakobsons "første fædrelandstale" i 1868, der blev givet i oktober i Tartu og hvori blev foretaget en grundlæggende omfortolkning af Estlands historie i forhold til den tidligere balt-tyske historiefremstilling: mens balttyskerne fremstillede esterne som vilde og barbariske, indtil tyskerne kom og erobrede magten i det 13. århundrede, befandt esterne sig ifølge Jakobson indtil erobringen i en "oplyst tid" ("valguse aeg"), der nu blev efterfulgt af en række århundreder efter erobringen i en mørkets tid ("pimeduse aeg"), som først ved "genopvækkelsen" (ärkamise aeg) kunne bliver til "morgendagens tid" - en ny periode med frihed for den estiske befolkning.
Köler deltog i den nationale bevægelse og fungerede som mægler mellem estiske nationalister og de russiske myndigheder. Han støttede oprettelsen af Eesti Aleksandri Linnakool (Estlands Aleksander Byskole, den første skole, hvor estisk indgik i undervisningen), og var siden 1870 medlem af skolens ledelseskomite. Han var endvidere medlem af Eesti Kirjameeste Selts (de estiske forfatteres eller skribenters selskab). Kunstneren gav incitament til at indsamle folkemindegenstande. I 1873 indsamlede Köler folkedragter og etnografiske genstande til et museum for Viljandimaa oprettet af Peterburi Kunstide Edendamise Selts (Sankt Petersborgs Samfund for kunstfremme).

## Galleri
|                                                 |
| Johann Köler gravsted på Suure-Jaani kirkegård. |

|                               |
| Kristus på korset (1857-1859) |

|                                             |
| Italiensk kvinde med børn ved en bæk (1862) |

|                       |
| Trofast vogter (1878) |

|                                |
| Eva med granatæble (1879-1880) |

|                                      |
| Eva efter at hun havde syndet (1883) |

|                                                      |
| Portræt af Dr. Philipp Karell, kejserens læge (1886) |

|                                 |
| Portræt af Hugo Treffner (1886) |

|                                   |
| Lorelei forbandet af munke (1887) |

|                                   |
| Johann Köler (selvportræt, 1859). |